# Ablabesmyia infumata
Ablabesmyia infumata es una especie de insecto díptero. Fue descrito por primera vez en 1931 por Edwards. 
Pertenece al género Ablabesmyia, familia Chironomidae.

## Distribución
Se distribuye por Chile y Argentina.